# Capanema (Pará)
Capanema is een gemeente in de Braziliaanse deelstaat Pará. De gemeente telt 67.150 inwoners (schatting 2017).

## Aangrenzende gemeenten
De gemeente grenst aan Bonito, Ourém, Peixe-Boi, Primavera, Quatipuru, Santa Luzia do Pará en Tracuateua.